# 22 janvier 1974
Le mardi 22 janvier 1974 est le 22e jour de l'année 1974.

## Naissances
- Annette Frier, actrice allemande
- Ava Devine, actrice pornographique américaine
- Barbara Dex, chanteuse belge
- Bill Ricchini, auteur-compositeur-interprète américain
- Christian Sbrocca, hockeyeur sur glace canadien
- Jörg Böhme, footballeur allemand
- Joseph Muscat, homme d'État maltais
- Kaysha, chanteur africain
- Michael Snow, juriste allemand
- Nobuyuki Yanagawa, lutteur japonais de sumo
- Olga Markova, patineuse artistique russe
- Sami Helenius, joueur professionnel finlandais de hockey sur glace
- Stephanie Rottier, joueuse de tennis néerlandaise
- Zoltán Kész, personnalité politique hongroise

## Décès
- Anna Lehr (née le 17 novembre 1890), actrice américaine
- Charles J. Wilson (né le 3 mars 1894), scénariste américain
- Marguerite Allar (née le 1er août 1899), peintre française

## Événements
- Début de la guerre des chimpanzés de Gombe